# Cetatea Nouă a Romanului

Rămășiță din zidul cetății

Cetatea Nouă a Romanului este situată la 5 kilometri de orașul Roman pe malul stâng al râului Siret în comuna Gâdinți din județul Neamț. Este o ctitorie a lui Ștefan cel Mare și a fost ridicată în 1466. Ea a fost una dintre cetățile care alcătuiau planul de apărare al Moldovei. Cetatea nouă a Romanului a fost o fortificație realizată exclusiv din piatră, comparativ cu prima cetate a Romanului care a fost construită din lemn și pământ. Cetatea are particularitatea de a nu fi așezată într-o zonă greu accesibilă, ea fiind așezată pe plan drept.
Fortăreața cuprindea 7 turnuri legate între ele de ziduri de 4 metri grosime și era construită în plan stilat. Împrejurul zidurilor s-au săpat șanțuri de apărare pavate cu lespezi prin care s-a revărsat apă din râul Siret. Din cauza solului nisipos, la baza cetății s-a construit o rețea de bârne din lemn fixată cu stâlpi.
Cetatea a jucat un rol important în istoria Moldovei până în anul 1675 când a fost distrusă din ordinul vizirului de către domnitorul Dumitrașcu Cantacuzino. În timpul comunismului, din cauză că se afla în apropierea unei unități militare, nu s-a dorit renovarea și punerea acesteia în circuitul turistic și cultural. 
În prezent, Cetatea Nouă a Romanului este într-o continuă degradare, din ea mai rămânând doar câteva movile din pământ și piatră.

## Imagini